# Heróica Zitácuaro
Heróica Zitácuaro är en kommunhuvudort i Mexiko.   Den ligger i kommunen Zitácuaro och delstaten Michoacán de Ocampo, i den södra delen av landet, 130 km väster om huvudstaden Mexico City. Heróica Zitácuaro ligger 1 958 meter över havet och antalet invånare är 78 950.
Terrängen runt Heróica Zitácuaro är huvudsakligen kuperad, men åt sydost är den bergig. Runt Heróica Zitácuaro är det tätbefolkat, med 319 invånare per kvadratkilometer. Heróica Zitácuaro är det största samhället i trakten. I omgivningarna runt Heróica Zitácuaro växer huvudsakligen savannskog.